# Classification des fonctions de consommation des ménages
La Classification des fonctions de consommation des ménages (Classification of Individual Consumption by Purpose COICOP) est une nomenclature internationale des fonctions de consommation des ménages, définie par la Commission Statistique des Nations Unies. En France, elle est notamment utilisée pour calculer l'indice des prix à la consommation, l'enquête "budget de famille" ou le système de comptabilité nationale.

## Histoire
L'idée de classifier les dépenses de consommation des ménages date de 1923, et ainsi, la première ébauche est créée 3 ans plus tard, en 1926 par la Conférence internationale des statisticiens du travail. Il ne s'agit encore que d'une ébauche très généraliste.
Cette idée a été reprise lors de la première publication du Système de Comptabilité Nationale (SCN) en 1953.
En mars 1999, la Commission Statistique des Nations Unies adopte la clasification sous le nom de Classification of Individual Consumption by Purpose (COICOP). Une révision de COICOP est amorçée en 2015, et finalisée en 2018. Cette révision permet à la COICOP de mieux refléter les changements sociétaux, notamment l'évolution du domaine numérique, et des dépenses qu'il implique.

## Construction de la nomenclature
La consommation des ménages est décomposée selon 5 niveaux imbriqués les uns dans les autres :
1. Divisions
2. Groupes
3. Classes
4. Sous-classes
5. Postes